# Nikita Loutchine
Nikita Sergueïevitch Loutchine (en russe : Никита Сергеевич Лучин) est un joueur russe de volley-ball né le 11 octobre 1994. Il mesure 2,06 m et joue central.

## Clubs
| Club                    | De        | À   |
| ----------------------- | --------- | --- |
| Gazprom-Iourga Sourgout | 2013-2014 | ... |